# Pelagius

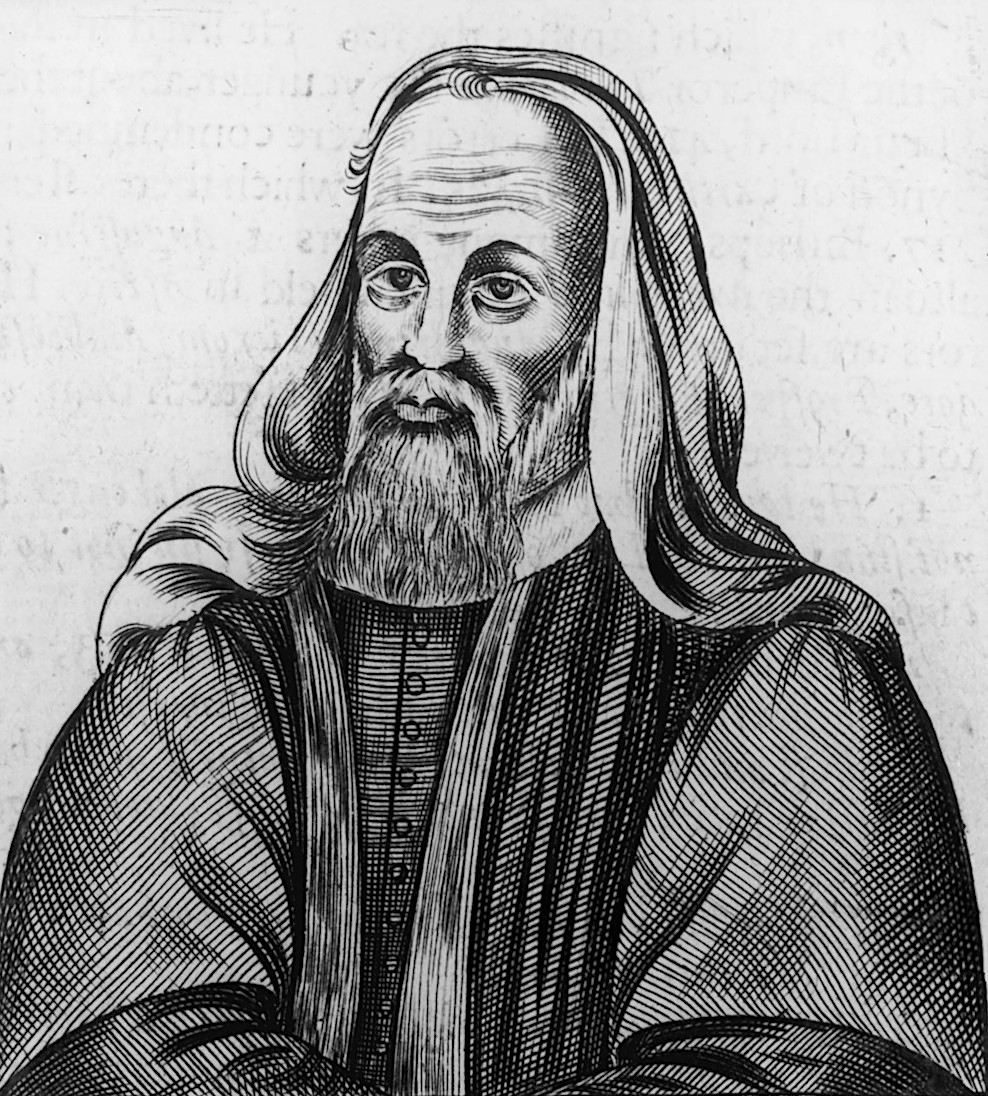
Pelagius.

Pelagius, född cirka 360, död cirka 435, var en brittisk munk och teolog.

## Biografi
Pelagius vistades i Rom från omkring år 400 och hade där stort inflytande. Han flydde dock Rom då staden hotades bli intagen av germaner, vilket den blev av västgoternas Alarik I år 410. I exilen träffade han Augustinus. Enligt honom räcker den nåd som Gud ger varje människa så att hon kan uppnå frälsningen. Detta fordrar dock stora ansträngningar, och Pelagius förordade ett asketiskt levnadssätt. Mot honom vände sig Augustinus med sin lära att människan efter syndafallet är ur stånd att själv vinna frälsning, och att hon utan Guds särskilda nåd är oförmögen att vända sig till honom.
Pelagius lära, pelagianismen, är en lära om i första hand människans fria vilja, och fördömdes senare på olika kyrkomöten, främst Konciliet i Kartago. Den främsta anledningen till detta var att han förnekade att arvssynden var synd. Denna Pelagius lära fördöms uttryckligen i Augsburgska bekännelsens andra artikel: "Om Arvsynden". Andra (Rev. Dr. Ian Bradley) har menat att hans teologi egentligen var ortodox, och att han kom att förlita sig på Guds nåd.
Pelagius var en mycket lärd man som talade både grekiska och latin. Han kom att tvingas ägna andra halvan av sitt liv åt att förklara och försvara sig. Han skrev ett flertal böcker: "De fide Trinitatis libri III" ("Om tron på treenigheten i tre volymer"), "Eclogarum ex divinis Scripturis liber primus" ("Första boken om den heliga Skriften"), och "Commentarii in epistolas S. Pauli" ("Kommentarer om Sankt Paulus brev "). Augustinus, som personligen träffade Pelagius i Kartago under dennes exil, har skrivit ett flertal skrifter där han vänder sig mot Pelagius lära. Han fördömdes även av påven Innocentius I.